# Tielmes
Tielmes är en kommun i Spanien. Den ligger i den autonoma regionen Madrid, i den centrala delen av landet, 40 km sydost om huvudstaden Madrid. Antalet invånare är 2 810 (2024).